# Louis Weinert-Wilton
Louis Weinert-Wilton, eigentlich Alois Weinert, (* 11. Mai 1875 in Weseritz, Böhmen; † 5. September 1945 in Prag) war ein sudetendeutscher Schriftsteller.

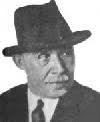
Louis Weinert-Wilton

## Leben
Weinert stammte aus einer gutbürgerlichen Familie und besuchte nach seiner Schulzeit die k.u.k. Marineakademie in Pola (heute Kroatien). Aus gesundheitlichen Gründen verließ er Akademie und Militär im Range eines Oberleutnants. Er heiratete und ließ sich mit seiner Ehefrau in Prag nieder. Dort wirkte er ab 1901 als Redakteur beim Prager Tagblatt, dessen Chefredakteur er später wurde. 
1921 berief man Weinert zum „kaufmännischen Leiter“ des Neuen Deutschen Theaters in Prag. Schon als hauptberuflicher Redakteur verfasste Weinert zahlreiche Bühnenstücke. 1929 schrieb er unter seinem Pseudonym Louis Weinert-Wilton seine ersten beiden Kriminalromane. 1936 verließ er das Theater, um fortan in Prag als freier Schriftsteller zu leben. Von Weinert-Wilton erschienen zwischen 1929 und 1939 elf Kriminalromane; die meisten im Leipziger Goldmann Verlag.

## Rezeption
Die Krimis von Weinert-Wilton sind in der Tradition von Edgar Wallace durchkonstruiert und spielen vorwiegend in der Londoner Unterwelt. Sprachlich sind sie ausgereifter und spannender als diejenigen seines berühmten Kollegen. Er starb 1945 in einem tschechoslowakischen Konzentrationslager für Deutsche in Prag. In den 1960er Jahren entstand im Zuge der erfolgreichen Edgar-Wallace-Filme eine eigenständige Louis-Weinert-Wilton-Kriminalfilmreihe. Etliche Romane Weinert-Wiltons werden bis heute vom Goldmann Verlag (heute: Randomhouse) immer wieder aufgelegt. Neuerdings gibt es alle Krimis auch als preiswerte EPUB-E-Books.

## Werke (Auswahl)
Kriminalromane
- Die weiße Spinne, zuerst erschienen 1929. Neuaufl. Goldmann, München 1992, ISBN 3-442-00002-5; EPUB-E-Book: Taching am See 2019, ISBN 978-3-946554-00-4.
- Teppich des Grauens. Kriminalroman, zuerst erschienen 1929.  9. Aufl. Goldmann, München 1985, ISBN 3-442-00106-4; EPUB-E-Book: Taching am See 2019, ISBN 978-3-946554-01-1.
- Die Panther. Kriminalroman, zuerst erschienen 1930. Goldmann, München 1975, ISBN 3-442-00005-X; EPUB-E-Book: Taching am See 2019, ISBN 978-3-946554-02-8.
- Die Königin der Nacht. Kriminalroman, zuerst erschienen 1930. Goldmann, München 1987, ISBN 3-442-06231-4; EPUB-E-Book: Taching am See 2019, ISBN 978-3-946554-03-5.
- Der Drudenfuß. Kriminalroman, zuerst erschienen 1931. Goldmann, München 1983, ISBN 3-442-00233-8; EPUB-E-Book: Taching am See 2019, ISBN 978-3-946554-04-2.
- Der betende Baum, zuerst erschienen 1932. Goldmann, München 1932; EPUB-E-Book: Taching am See 2019, ISBN 978-3-946554-05-9.
- Licht vom Strom, zuerst erschienen 1933. Goldmann, München 1933; EPUB-E-Book: Taching am See 2019, ISBN 978-3-946554-06-6.
- Der schwarze Meilenstein. Kriminalroman, zuerst erschienen 1935. 8. Aufl. Goldmann, München 1980, ISBN 3-442-04741-2; EPUB-E-Book: Taching am See 2019, ISBN 978-3-946554-07-3.
- Die chinesische Nelke. Kriminalroman, zuerst erschienen 1936. 10. Aufl. Goldmann, München 1988, ISBN 3-442-00053-X; EPUB-E-Book: Taching am See 2019, ISBN 978-3-946554-08-0.
- Spuk am See. Buchwarte-Verlag, Berlin 1938; EPUB-E-Book: Taching am See 2019, ISBN 978-3-946554-09-7.
- Der Skorpion. auslese-Verlag, Berlin 1939; EPUB-E-Book: Taching am See 2019, ISBN 978-3-946554-10-3.

Theaterstücke
- Die Mühlhofbäuerin. Tragödie. 1901.
- Der Lorbeer. Schauspiel. 1902.
- Sommernachtsträume. Schauspiel. 1902.
- Das Wohltätigkeitsfest. Komödie. 1903.
- Die Stärkere Stunde. Schauspiel. 1909.
- Das Ahnenschloß. Schwank. 1909.